# Relaciones Polonia-Ucrania
Ucrania y Polonia son, respectivamente, el segundo y tercer país más grande de pueblo eslavo, después de Rusia. Los dos países comparten una frontera de aproximadamente 529 km. La aceptación de Polonia del Acuerdo de Schengen creó problemas con el tráfico fronterizo de Ucrania. El 1 de julio de 2009 entró en vigor un acuerdo sobre el tráfico fronterizo local entre los dos países, que permite a los ciudadanos ucranianos que viven en regiones fronterizas cruzar la frontera polaca de acuerdo con un procedimiento liberalizado.
Ucrania es miembro de la Asociación Oriental, un proyecto de la Unión Europea iniciado por Polonia en 2009 que pretende proporcionar una vía para los debates sobre comercio, estrategia económica, acuerdos de viaje y otras cuestiones entre la UE y sus vecinos de Europa del Este.
Ucrania es el país con el mayor número de consulados polacos. Los dos países tienen una larga historia compartida, con algunas partes del poniente ucraniano (como Leópolis) que alguna vez fueron parte del estado polaco durante varios siglos.
Polonia apoya plenamente la membresía de Ucrania en la Unión Europea y la OTAN.

## Misiones diplomáticas
- Polonia tiene un embajada en Kiev y consulados-generales en Járkov, Lutsk, Leópolis, Odesa y Vínnitsa.[4]
- Ucrania tiene un embajada en Varsovia y consulados-generales en Cracovia, Gdansk, Lublin y Breslavia.[5]

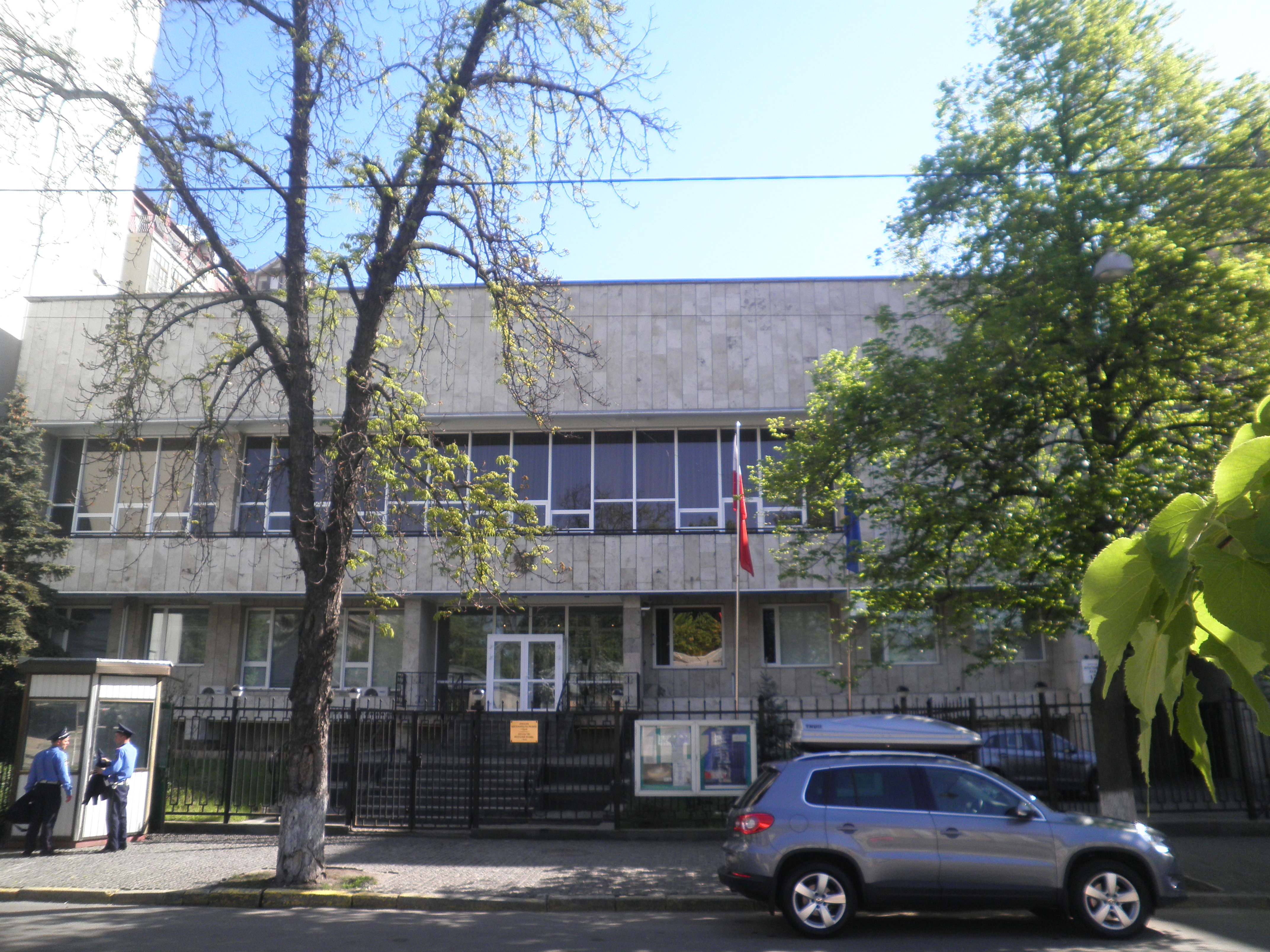
Embajada de Polonia en Kiev
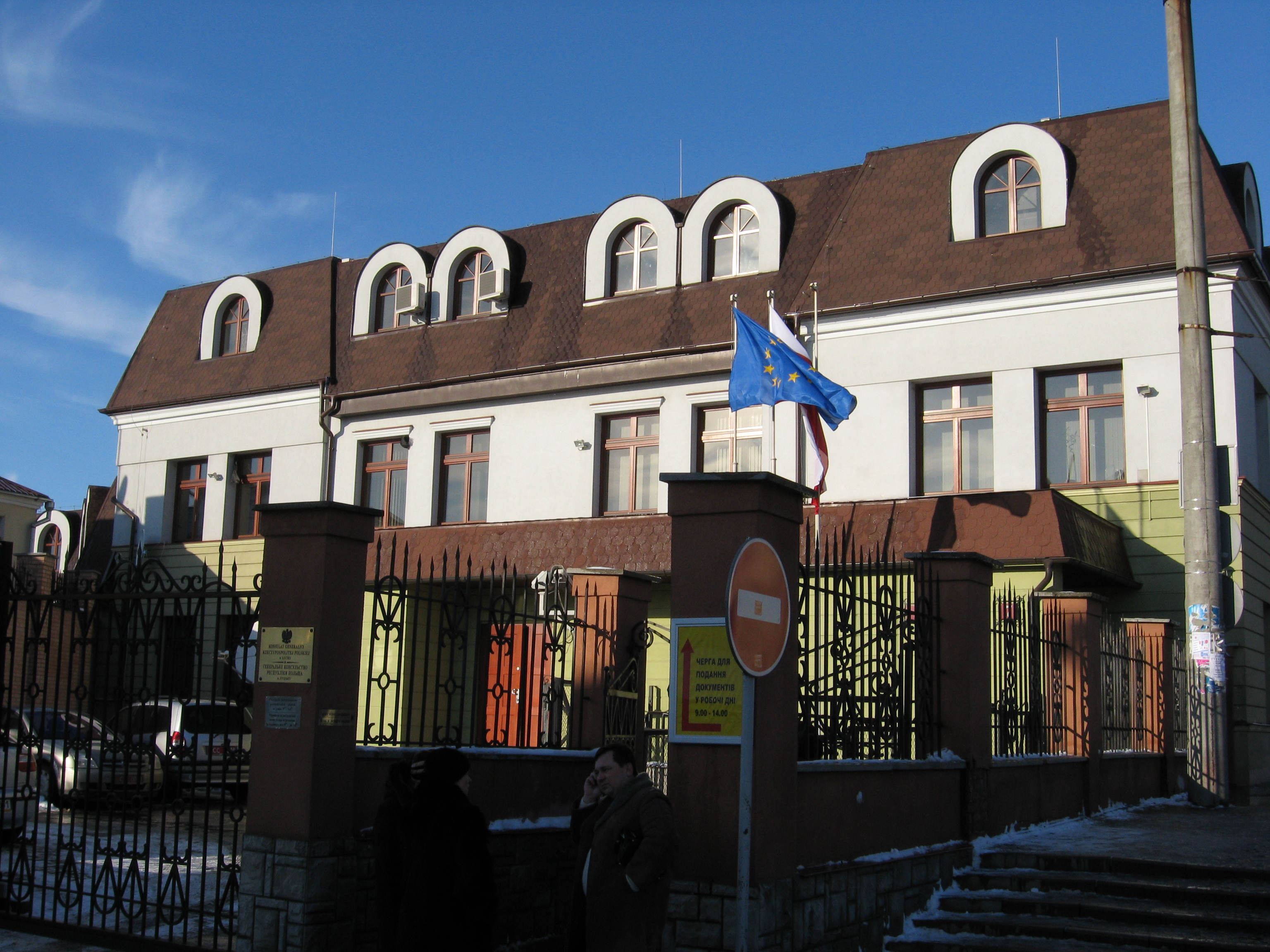
Consulado-General de Polonia en Lutsk
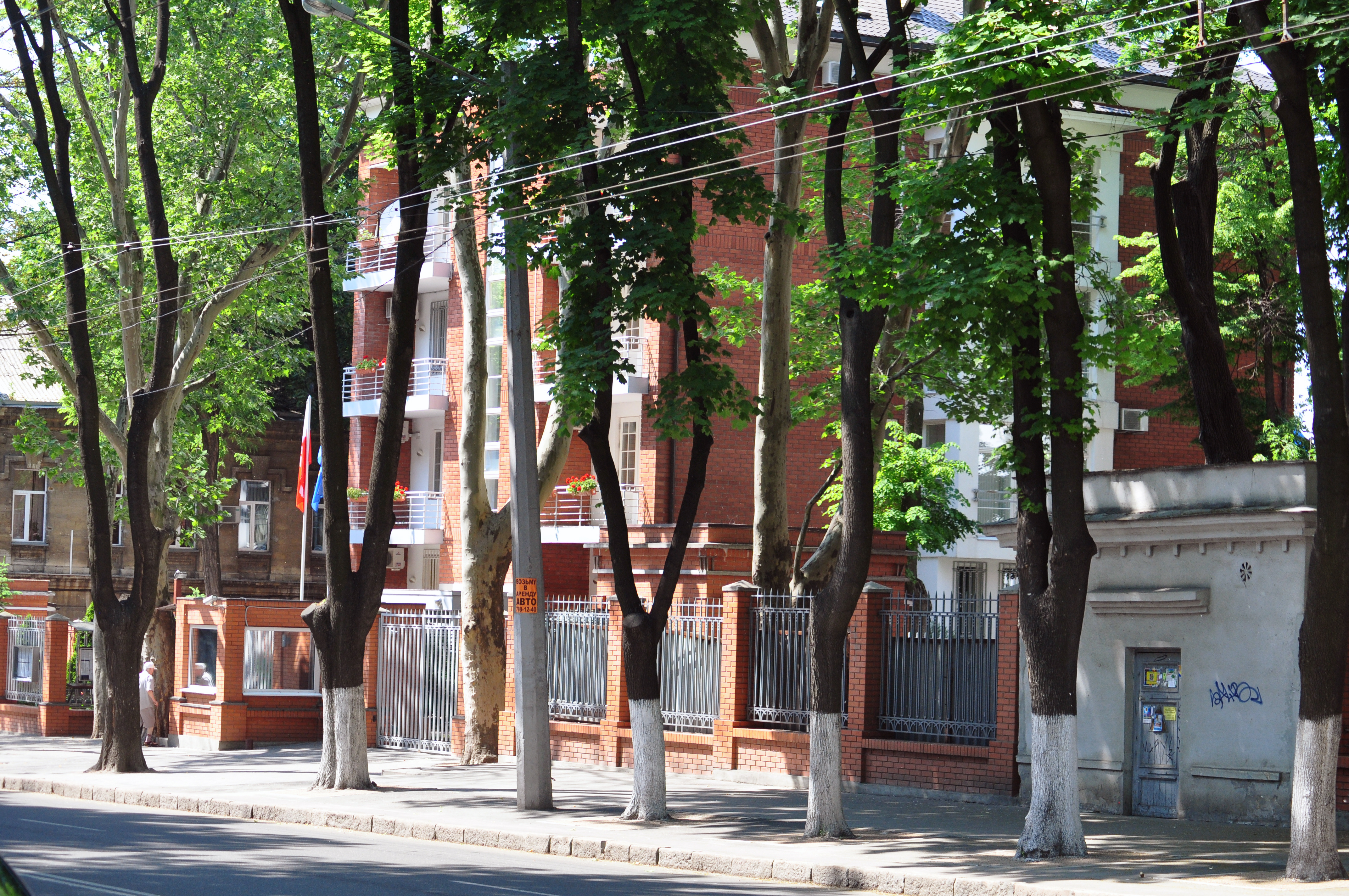
Consulado-General de Polonia en Odesa

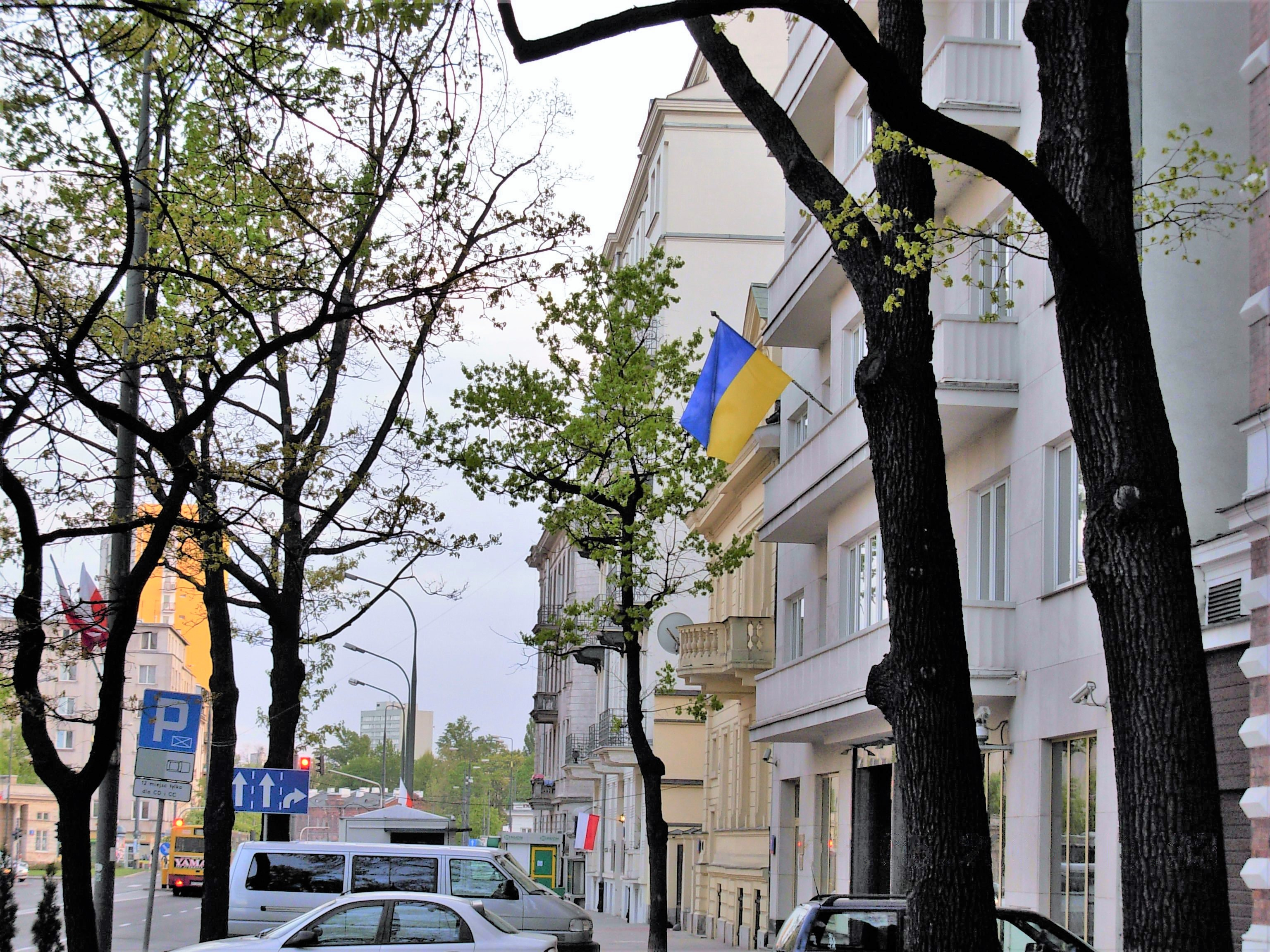
Embajada de Ucrania en Varsovia
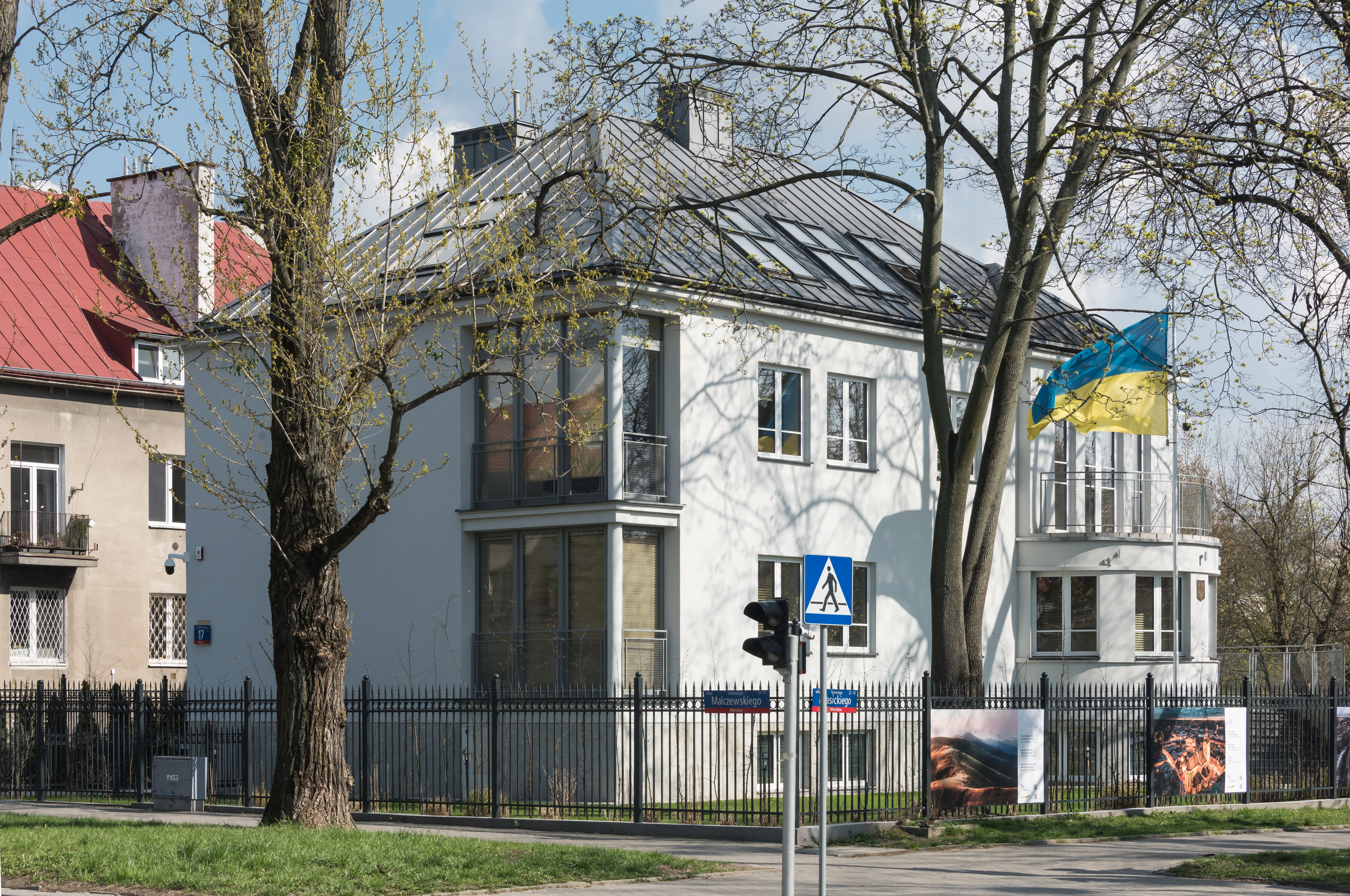
Consulado-General de Ucrania en Varsovia
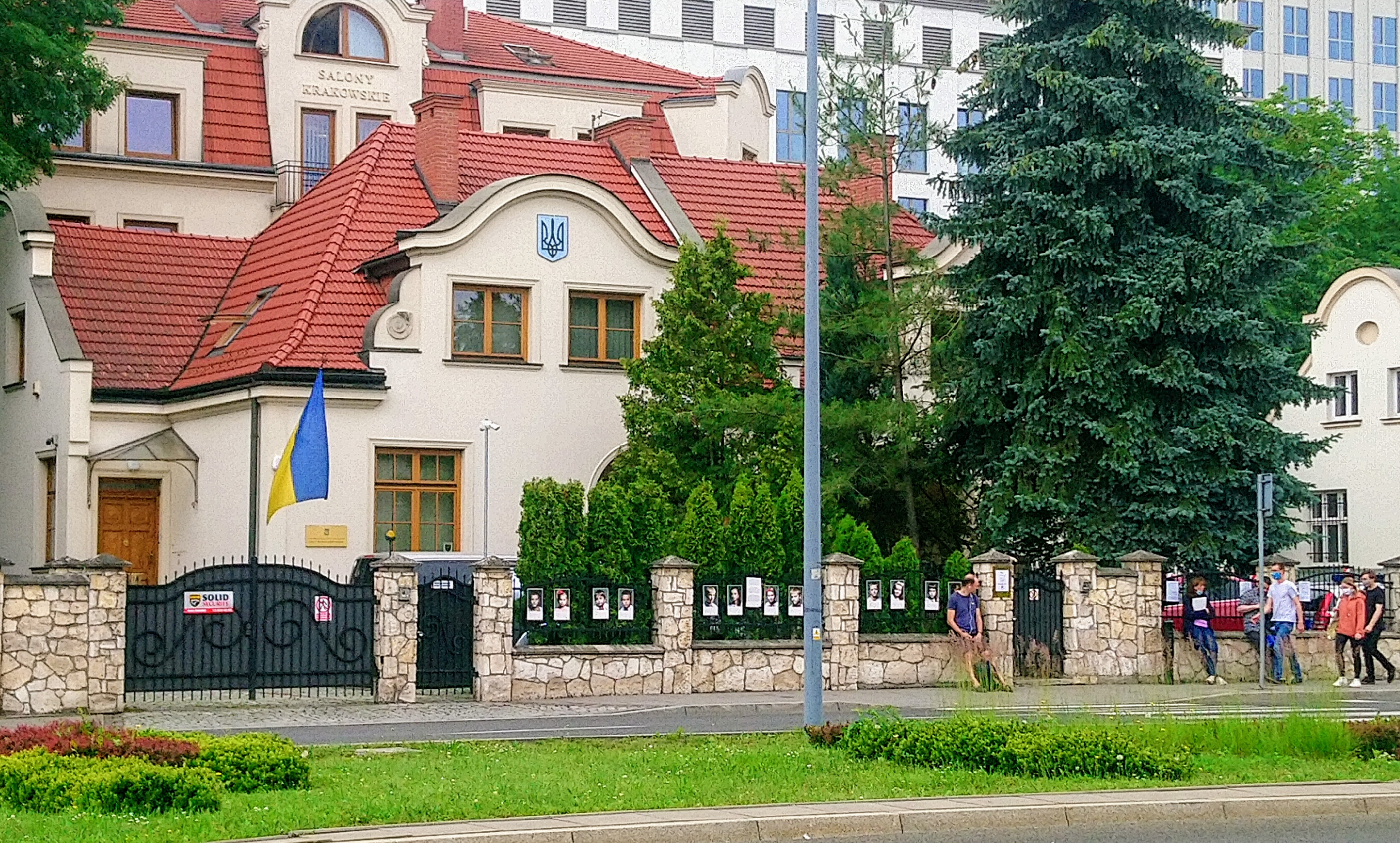
Consulado-General de Ucrania en Cracovia
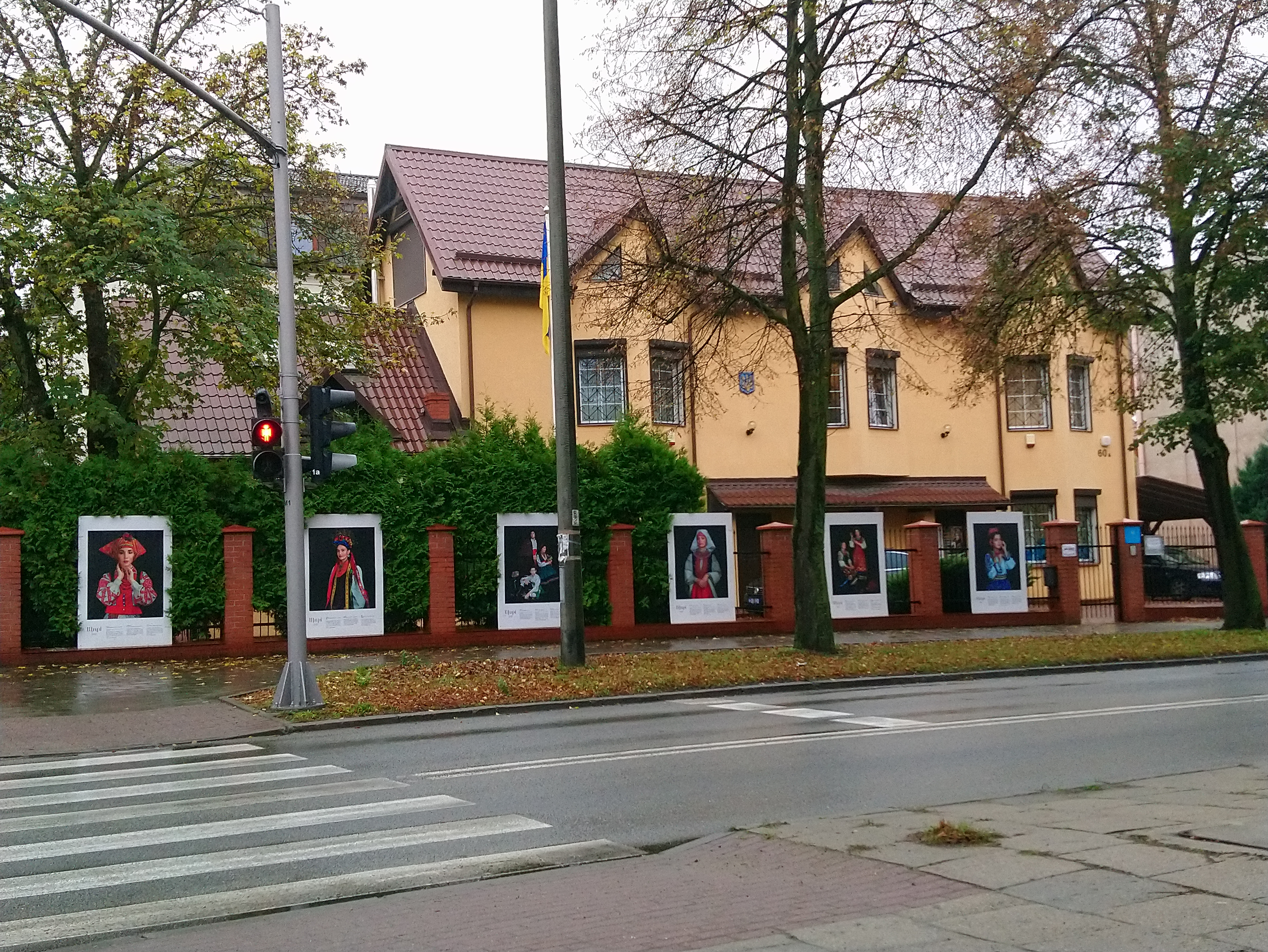
Consulado-General de Ucrania en Gdansk